# Kawina (muziekinstrument)
Een kawina is een Surinaams slaginstrument. Het speelt een belangrijke rol in de muziekstijl kawina, maar is niet het enige slaginstrument dat daarin bespeeld wordt.
Het is een trommel in de vorm van een cilinder met aan beide zijden een drumvel. Beide drumvellen zijn met een koord aan elkaar verbonden dat de spanning op de vellen vasthoudt. Het instrument wordt met een stok bespeeld.